# Józef Gawlik (profesor)
Józef Gawlik (ur. 23 września 1948 w Męcinie) – polski naukowiec i inżynier, profesor nauk technicznych, rektor Politechniki Krakowskiej im. Tadeusza Kościuszki (2005–2008).

## Życiorys
Absolwent I Liceum Ogólnokształcącego im. Jana Długosza w Nowym Sączu. Z wykształcenia inżynier mechanik, w 1972 ukończył studia na Politechnice Krakowskiej. Na tej samej uczelni doktoryzował się w 1977. Habilitował się w również na PK w 1989 na podstawie rozprawy zatytułowanej Prognozowanie stanu zużycia ostrzy narzędzi w procesie skrawania. W 1998 otrzymał tytuł profesora nauk technicznych. W pracy naukowej zajął się zagadnieniami z zakresu automatyzacji procesów wytwarzania, systemów jakości, diagnostyki procesów.
Zawodowo związany z macierzystą uczelnią, na której w 2003 doszedł do stanowiska profesora zwyczajnego. W latach 2005–2008 był rektorem Politechniki Krakowskiej. Został również dyrektorem Instytutu Technologii Maszyn i Automatyzacji Produkcji na Wydziale Mechanicznym PK, a także przewodniczącym Komitetu Budowy Maszyn Polskiej Akademii Nauk.

## Odznaczenia i wyróżnienia
- Krzyż Kawalerski Orderu Odrodzenia Polski (2005)[5][6]
- Złoty Krzyż Zasługi (1999)[7][6]
- Medal Komisji Edukacji Narodowej (2000)[6]
- Tytuł doktora honoris causa Chmielnickiego Uniwersytetu Narodowego (2007) oraz Politechniki Koszalińskiej (2016)[6]